# Anything Goes
Anything Goes és un musical amb música i lletres de Cole Porter. El llibret va ser escrit per Porter juntament amb Guy Bolton i P.G. Wodehouse. L'argument gira sobre els embolics amorosos en un transatlàntic que navega entre Nova York i Londres. Billy Crocker és un rodaire enamorat de Hope Harcourt, promesa a Lord Evelyn Oakleigh. La cantant de nightclub, i l'Enemic Públic n. 13 Moonface Martin ajuden a Billy en la seva conquesta de Hope. Entre les cançons que formen part del musical hi ha "Anything Goes," "You're the Top," o "I Get a Kick Out of You."
Des de la seva estrena el 1934 al Neil Simon Theatre (llavors Alvin) de Broadway, el musical ha estat representat moltes vegades tant als Estats Units com al Regne Unit, i ha estat filmat en dues ocasions. També és una tria molt habitual entre les produccions escolars i d'aficionats.

## Història
Anything Goes és una farsa ambientada en un transatlàntic que navega entre Nova York i Londres. La idea original va sorgir del productor Vinton Freedley, que vivia en un vaixell després d'haver d'abandonar els Estats Units per evitar als seus creditors.
Va escollir l'equip escriptor, així com l'estrella, Ethel Merman. El primer esborrany de l'espectacle s'anomenava Crazy Week, passat a Hard to Get i, finalment, Anything Goes. Hard to Get succeïa en un transatlàntic que estava en perill, però unes poques setmanes abans que s'hagués d'estrenar, un incendi a bord del SS Morro Castle provocà la mort de 137 passatgers i tripulants. D'acord amb una versió, Freedley considerà que presentar un espectacle amb un argument semblant seria d'un gust dubtós i insistí a fer canvis en el guió. Però segons l'historiador teatral Lee Davis, Freedley volia fer canvis al guió perquè era una merda sense solució." Bolton i Wodehouse ja no estaven disponibles, de manera que Freedley anà al seu director, Howard Lindsay, qui reclutà a Russel Crouse com el seu col·laborador, començant una llarga etapa de col·laboració.
D'acord amb la llegenda teatral, el nou títol de l'espectacle, juntament amb el número que li donava el títol, va néixer de la pressa amb la que el show va ser arreglat: en una trobada de la producció a darrera hora de la nit, un membre de la producció exasperat cridà: "I ara com carai acabarem el primer acte?" "En aquests moments", respongué un dels productors, ajudant més del que creia, "tot s'hi val!" ("At this point, anything goes!")
Porter va escriure la major part de Anything Goes a la mansió Rosecliff a Newport, RI, mentre que s'estava a la casa de convidats.

## Sinopsi
Billy Crocker, un jove broker de Wall Street malalt d'amor, s'ha enamorat d'una noia que ha conegut en una festa. El seu cap, el graduat de Yale Elisha J. Whitney, ha de viatjar a Londres a bord del S.S. "American". Els seus plans són descansar abans de la gran venda d'accions de la seva pròpia empresa. A bord del mateix vaixell també hi viatja la cantant de nightclub Reno Sweeney. Li diu a Billy "I Get A Kick Out Of You", encara que ell només la veu com una amiga. Billy va al port per dir Bon Viatge (Bon Voyage) al seu cap i a Reno, es troba la misteriosa noia del taxi. És l'hereva Hope Harcourt i va a Anglaterra per casar-se amb Sir Evelyn Oakleigh, un atractiu, però pompós i desgraciat noble anglès, també a bord. Billy es cola a bord per esperar guanyar el cor de Hope. També a bord està "Moonface" Martin, un gangster de segona anomenat l'Enemic Públic 13, i la seva amiga Bonnie (originalment anomenada Erma), disfressats com un capellà i una missionera, després de fer que l'autèntic capellà del vaixell es quedés a port. També, erròniament, han deixat a port al seu líder, "Snake Eyes" Johnson, l'Enemic Públic 1.
Billy ajuda a Moonface a fugir dels detectius al port, i com que Billy no té ni passatge ni passaport, Bonnie i Moonface li donen el de Snake Eyes Johnson, sense dir-li a qui pertany. Billy convenç a Sir Evelyn que està molt marejat i quan aquest marxa, Billy i Hope tornen a trobar-se i s'adonen que tots dos han passat la nit desperts pensant en l'oportunitat de retrobar-se ("All Through The Night"). Encara que Hope prefereix a Billy que no pas a Evelyn, insisteix que s'ha de casar amb ell; sense que en Billy ho sàpiga, la Hope creu que l'empresa de la seva família està en problemes financers. Un casament amb Evelyn li donaria diners i podria salvar l'empresa. La tripulació del vaixell rep un cable des de Nova York segons el qual l'Enemic Públic 1 està a bord. Moonface admet la seva veritable identitat a Billy i ell i Bonnie conspiren per vestir a Billy com un membre de la tripulació; car ara creuen que és Snake Eyes Johnson. Bonnie obté un vestit de mariner per ell.
Un quartet de mariners canta que sempre hi haurà una noia guapa esperant-los a port. ("There'll Always Be a Lady Fair"). Al pont, Bonnie crida On estan els homes? ("Where Are the Men?"), fent que una colla de mariners cantin i ballin amb ella. Torna amb un vestit de mariner per a Billy.
Hope discuteix amb Billy perquè aquest vol impedir que ella es casi amb Lord Evelyn. Billy demana a Reno que l'ajudi que Evelyn i Hope se separin, i ella està d'acord. Billy i Reno es declaren mútuament que l'altre és el màxim ("You're the Top"). Reno aconsegueix que Evelyn la convidi a fer una copa a la seua cabina. Reno i Moon es conxorxen perquè Moon entri de cop i volta a la cabina i descobreixi a Reno mig nua en braços d'Evelyn, donant motius suficients per a trencar el seu prometatge. Però quan Moon entra al camarot, es troba amb Reno completament vestida i amb Evelyn mig despullat. Moon intenta inventar-se alguna explicació per a la situació, però Evelin insisteix que estarà molt complagut per qualsevol rumor que el deixi com un amant apassionat... especialment si Hope el sent. Moon admet que el complot ha fracassat.
La tripulació ha descobert a Billy amb la disfressa de mariner, i Moon i Reno li fan una nova disfressa, amb uns pantalons robats, una jaqueta i amb cabell de Mrs. Harcourt li fan una barba. Reno li diu a Billy que Evelyn l'ha besat, i ella es mostra segura que no trigarà a ser Lady Oakleigh, si tot s'hi val ("Anything Goes"). Mrs. Harcourt arrenca la barba a Billy, i la tripulació i els passatgers pensen que ha de tractar-se de l'Enemic Públic 1. Com "Snake Eyes Johnson", Billy es converteix en una celebritat al moment.

### Segon Acte
Creient que Billy és en realitat "Snake Eyes", tota la tripulació i els passatgers l'honra. Li diu al Capità que Moon (que encara està vestit de capellà) l'està ajudant a reformar-se dels seus dies pecaminosos. Demanen a Moon que ho faci al saló del vaixell. Els passatgers confessen els seus pecats al "Reverend", i Sir Evelyn admet que va passar una nit amb una noia xinesa. Hope no està gens impressionada per la xarada de Billy, i confessa a tots que no és en Snake Eyes Johnson. Moon intenta compensar-ho dient que no és un capellà, sinó que és l'Enemic Públic n. 13. El capità no queda impressionat i se l'emporta al pont. Reno aprofita la seva catequesi i entona l'himne "Blow, Gabriel, Blow".
Moon intenta animar a Billy dient-li que sigui com l'Ocell Blau ("Be Like the Bluebird"). Billy dubta que mai pugui tornar a veure a Hope; a més que ni ell ni Moon poden deixar la cel·la fins que no tornin a Amèrica. Juguen a cartes amb els seus companys de cel·la xinesos, que han estat tancats per guanyar tots els diners dels passatgers de 3a classe, i que seran desembarcats a Anglaterra. Moon i Billy guanyen la seva roba en una partida de strip poker.
Billy, Moon i Reno posen en evidència la fortuna d'Oakleigh vestits de xinesos. Billy i Moon diuen a l'oncle d'Oakleigh que són parent de "Plum Blossom" i demanen reparació per la promiscuïtat d'Evelyn. L'Oncle Oakleigh els ofereix comprar-lo, i Moon accepta content els diners, tot i el disgust de Billy i Reno.
Billy i Reno troben a Hope i Evelyn, que no estan gents contents amb la perspectiva del seu matrimoni. Hope declara que vol casar-se a Billy ("The Gypsy in Me"). Billy troba a Whitney i finalment se n'assabenta que el matrimoni planejat entre Evelyn i Hope és per una qüestió de negocis. Billy sap que l'oncle Oakleigh els està manipulant a tots; l'empresa de Hope en veritat val milions, i Billy li ho diu a Whitney. Whitney ofereix comprar l'empresa a Hope a un preu desorbitat, oferta que Hope accepta. El casament s'ha de celebrar, car separar les parelles ara és impossible. Billy i Hope es casen, així com Reno i Evelyn. Arriba un missatge del govern dels Estats Units, on diu que hi ha problemes amb el passaport de Billy, i que declara "inofensiu" a Moon. Moon, indignat, es guarda a la butxaca el xec d'Oakleigh i rebutja tornar-se'l.

## Personatges
- Reno Sweeney - una evangelista transformada en cantant de night-club i vella amiga de Billy
- Billy Crocker - ajudant d'Elisha, enamorat de Hope
- Hope Harcourt - debutant americana i objecte de l'afecte de Billy
- Mrs. Evangeline Harcourt - mare de Hope
- Sir Evelyn Oakleigh - el ric promès anglès de Hope
- Moonface Martin - un gangster de segona fila, Enemic Públic N.14
- Bonnie/Erma (al revival de 1987) - companya de Moonface
- Elisha J. Whitney - banquer de Wall Street, cap de Billy
- Àngels de Reno (Purity, Charity, Chastity and Virtue) (original de 1934, revival de 1962 revival i concert de 2002)
- Ritz Quartette (original de 1934)/Lady Fair Quartet (revival de 1987)
- Ching and Ling §— - dos jugadors xinesos que s'han reformat i convertit que acompanyen al bisbe Henry T. Dobson
- El capità Steward
- El Bisbe Henry T. Dobson
- Tripulants, passatgers, periodistes, fotògrafs i agents del FBI

§ anomenats "Luke" i "John" al revival de 1987 i al concert de 2002

## Cançons
| Acte 1 - I Get a Kick Out of You—Reno Sweeney - Bon Voyage (There's No Cure Like Travel) – Mariners, tripulants I companyia - All Through the Night (al II Acte al revival de 1987) -- Billy Crocker, Hope Harcourt i Homes - Easy to Love (1987 revival) -- Billy Crocker - I Want to Row on the Crew (no el 1934) -- Elisha J. Whitney - Sailor's Shanty—Quartet - Where Are the Men? (només el 1934) - You're the Top—Reno Sweeney i Billy Crocker - Friendship (per primera vegada al revival de 1962) -- Reno Sweeney i Moonface Martin - It's DeLovely (per primera vegada al revival de 1962) -- Billy Crocker i Hope Harcourt - Anything Goes—Reno Sweeney i Companyia | Acte 2 - Public Enemy Number One—Capità, Companyia - Let's Step Out—Bonnie (només al revival de 1962) - What a Joy to be Young (només el 1934) -- Hope - Let's Misbehave (només al revival de 1962) -- Reno i Sir Evelyn - Blow, Gabriel, Blow—Reno Sweeney i Companyia - Goodbye, Little Dream, Goodbye (no el 1934) -- Hope Harcourt - Be Like the Bluebird—Moonface Martin - All Through the Night (Reprise) -- Billy Crocker, Hope Harcourt i Homes - Buddie, Beware (revival de 1987) -- Erma i Mariners - I Get a Kick Out of You (Reprise) (final per 1987) -- Companyia - The Gypsy in Me—Lord Evelyn Oakleigh (cantada per Hope el 1934) |

- Take Me Back To Manhattan (només al revival de 1962) -- Reno Sweeney

Aquesta taula mostra totes les cançons que han format part del show, tot i que el seu ordre ha canviat
| Cançó                                              | Original de 1934 | Revival de 1962 | Revival de 1987 |
| -------------------------------------------------- | --- | --- | --- |
| I Get a Kick Out of You                            | Reno expressa el seu amor per Billy al bar a l'inici de l'Escena 1, tornant-se a cantar al final del show. | La cançó es canta més tard, quan Reno s'adona que s'ha enamorat d'Evelyn.                                                                                          | Igual que al 1934. |
| There's No Cure Like Travel/Bon Voyage             | Els Mariners i els passatgers a bord, a punt de salpar, canten la part “Bon Voyage” de la cançó, però sense la part de “No Cure Like Travel” | Igual que al 1934, però sense "No Cure Like Travel". | Es canta la cançó sencera. |
| Easy to Love                                       | Absent | Absent | Escrita al 1934, però després tallada. Billy s'apropa a Hope, la qual si bé el rebutja, secretament està d'acord amb ell.                |
| The Crew Song                                      | Absent | Absent | Originàriament escrita per a “Paranoia”. Whitney es prepara per a una cita amb Mrs. Hardcourt I canta sobre els seus dies a Yale.        |
| Sailor's Shanty (There Will Always be a Lady Fair) | Cantada pels mariners en un canvi d'escena. | Absent | Igual que al 1934. |
| Heaven Hop                                         | Absent | Originàriament escrita per “Paris,” Bonnie atrau un grup de mariners.                                                                                              | Absent |
| Where Are the Men?                                 | Bonnie atrau un grup de mariners. | Substituïda per "Heaven Hop" | Absent |
| You’re the Top                                     | Billy convenç a Reno que l'ajudi a guanyar el cor de Hope (on “Friendship” aniria als revivals). Hi ha una represa de la cançó, totalitzant uns sis minuts!                                                                                            | Cantada al lloc de “I Get a Kick Out of You” a l'inici de l'espectacle.                                                                                            | Semblant a 1934, però cantada abans de “Easy to Love”.                                                                                   |
| Friendship                                         | Absent | Originalment escrita per a “DuBarry Was a Lady”; Reno, Billy i Moonface canten sobre el seu fort lligam                                                            | Semblant a 1962, però només canten Reno i Moonface                                                                                       |
| DeLovely                                           | Absent | Originalment escrita per “Red Hot and Blue”; Billy i Hope tenent un moment romàntic moment en què al 1934 estava “All Through the Night” i “Easy to Love” al 1987. | Cantada més endavant, prop del final del I Acte.                                                                                         |
| Anything Goes                                      | Cantada per Reno abans del final del I acte quan considera casar-se amb Evelyn. | Final del I Acte, i cantada pensant en Billy com Snake Eyes, més que no pas Evelyn.                                                                                | Semblant al 1962 |
| Act I Finale                                       | Mentre que els revivals acaben amb “Anything Goes”, l'original de 1934 tenia una escena on Hope rebutjava a Billy. Reno i Moonface intenten animar-lo amb una reprise de “You’re the Top”. Billy és l'heroi del vaixell al que tothom vol, menys Hope. | Substituïda per “Anything Goes” | Substituïda per “Anything Goes” |
| Public Enemy Number One                            | Una mena d'himne de broma a Billy | Només A’Cappella | Torna la introducció, cantada pel Capità                                                                                                 |
| Let's Step Out                                     | Absent | Bonnie distreu als passatgers amb un número de ball | Absent |
| What a Joy to be Young                             | Una Hope amb el cor trencat canta sobre com voldria tornar en el temps, quan era ignorant, però feliç | Absent | Absent |
| Let's Misbehave                                    | Absent | Originalment escrita per “Paris” | Absent |
| Blow, Gabriel, Blow                                | Cantada per Reno per alegrar a tot després que Billy sigui detingut com a impostor | Igual que al 1934 | Igual que al 1934, però cantada abans que Billy sigui detingut.                                                                          |
| Goodbye, Little Dream, Goodbye                     | Absent | Absent | Originalment escrita per "Red Hot and Blue". Cantada per Hope quan Billy ha estat detingut… i ella s'adona massa tard que està enamorada |
| Be Like the Bluebird                               | Cantada per Moonface per animar a Billy | Igual que al 1934, però cantada després de “All Through the Night”                                                                                                 | Igual que al 1934 |
| All Through the Night                              | Cantada per Billy i Hope a coberta a inici del show, on als revivals es van situar “DeLovely” i “Easy to Love”; amb un cor. | Igual que al reprise de 1934. | Igual que al reprise de 1934. |
| Gypsy in Me                                        | Cantada per Hope, deixant anar el seu costat salvatge després que Reno li digui que Billy l'estima. | Absent | Cantada per Evelyn, tornant-se en un número còmic, i afegint a l'argument el seu secret familiar. Argument semblant a "Let's Misbehave". |
| Take Me Back to Manhattan                          | Absent | Originalment escrita per “The New Yorkers,” cantada per una Reno enyorada.                                                                                         | Absent |
| Buddie Beware                                      | Cantada per Reno sobre els seus problemes amb els homes, substituïda per una reprise de “I Get a Kick Out of You.” | Absent | Cantada per Erma als mariners enamorats d'ella.                                                                                          |
| Finale                                             | Reprises de “You’re the Top” i “Anything Goes." | Igual que al 1934 | Reprises de “I Get a Kick Out of You” i “Anything Goes."                                                                                 |

## Produccions

### Producció originals
El musical va representar-se en proves a Boston, abans d'estrenar-se a l'Alvin Theatre de Nova York el 21 de novembre de 1934; on es representà en 420 funcions, esdevenint el quart musical amb més funcions de la dècada dels 30, malgrat l'impacte de la Gran Depressió. Dirigit per Howard Lindsay amb coreografia de Robert Alton i escenografia de Donald Oenslager, era protagonitzada per Ethel Merman com Reno Sweeney, William Gaxton com Billy Crocker i Victor Moore com Moonface Martin.
Charles B. Cochran, un manager britànic havia comprat els drets d'autor per a Londres durant l'estada a Boston, produint-la a Palace Theatre; estrenant-se el 14 de juny de 1935 i representant-se en 261 funcions. El repartiment incloïa a Jeanne Aubert com Reno Sweeney (el nom va canviar a Reno La Grange), Sydney Howard com Moonface Martin i Jack Whiting com Billy Crocker. P. G. Wodehouse va ser contractat per substituir les referències específicament americanes del guió i de les lletres per a referències més apropiades a un públic anglès.

### Revival de 1962 a l'Off-Broadway
La producció va tenir un revival a l'off-Broadway el 1962, estrenant-se el 15 de maig de 1962 al Orpheum Theatre. Va ser dirigit per Lawrence Kasha i el repartiment incloïa a Hal Linden com Billy Crocker i Eileen Rodgers com Reno Sweeney. La majoria dels canvis van ser al voltant del personatge d'Erma, el nom del qual es canvià per Bonnie. Aquesta també va ser la primera versió teatral d'Anything Goes que incorporà diverses cançons d'altres shows de Porter: "Take Me Back to Manhattan" de The New Yorkers, 1930, "It's De-Lovely" de Red Hot and Blue, 1934, "Friendship" de DuBarry Was a Lady, 1939, i "Let's Misbehave" de Paris, 1928.

### Revival de Broadway de 1987
Per al revival de Broadway de 1987 John Weidman i Timothy Crouse van adaptar el guió i van reendreçar els números musicals, incloent cançons d'altres shows de Porter, una pràctica que el mateix compositor feia ("Easy To Love" era per a la pel·lícula Born to Dance, de 1936)
La música va ser rearranjada per a una banda de swing de 16 instruments, a l'estil del primer Benny Goodman, en lloc de les anteriors orquestracions de 28 instruments. La producció s'estrenà al Vivian Beaumont Theatre, al Lincoln Center, el 19 d'octubre de 1987, representant-se en 784 funcions. Amb direcció de Jerry Zaks i coreografia Michael Smuin, era protagonitzada per Patti LuPone com Reno Sweeney i Howard McGillin com Billy. Va ser nominat a 10 Premis Tony, guanayant el de Millor Revival de Musical i Millor Coreografia. La producció també va guanyar el Premi Drama Desk a Revival Més Destacat i Actriu més Destacada.

### Revival de Londres de 1989
Quan l'actriu anglesa Elaine Paige va sentir de l'èxit de la producció de 1987 a Broadway, va anar a veure-la i es decidí a portar-la a Londres. Per assegurar-se un lloc al repartiment, Paige decidí que el millor era co-produir-la amb el seu company, el lletrista Tim Rice. La producció de Londres s'estrenà al juliol de 1989 al Prince Edward Theatre. Paige interpretava a Reno Sweeney (després substituïda per Louise Gold), mentre que John Barrowman interpretava a Billy Crockker. El show saltà a Austràlia, representant-se a Sydney i a Melbourne.

### Revivals de 2002-2003 de Londres

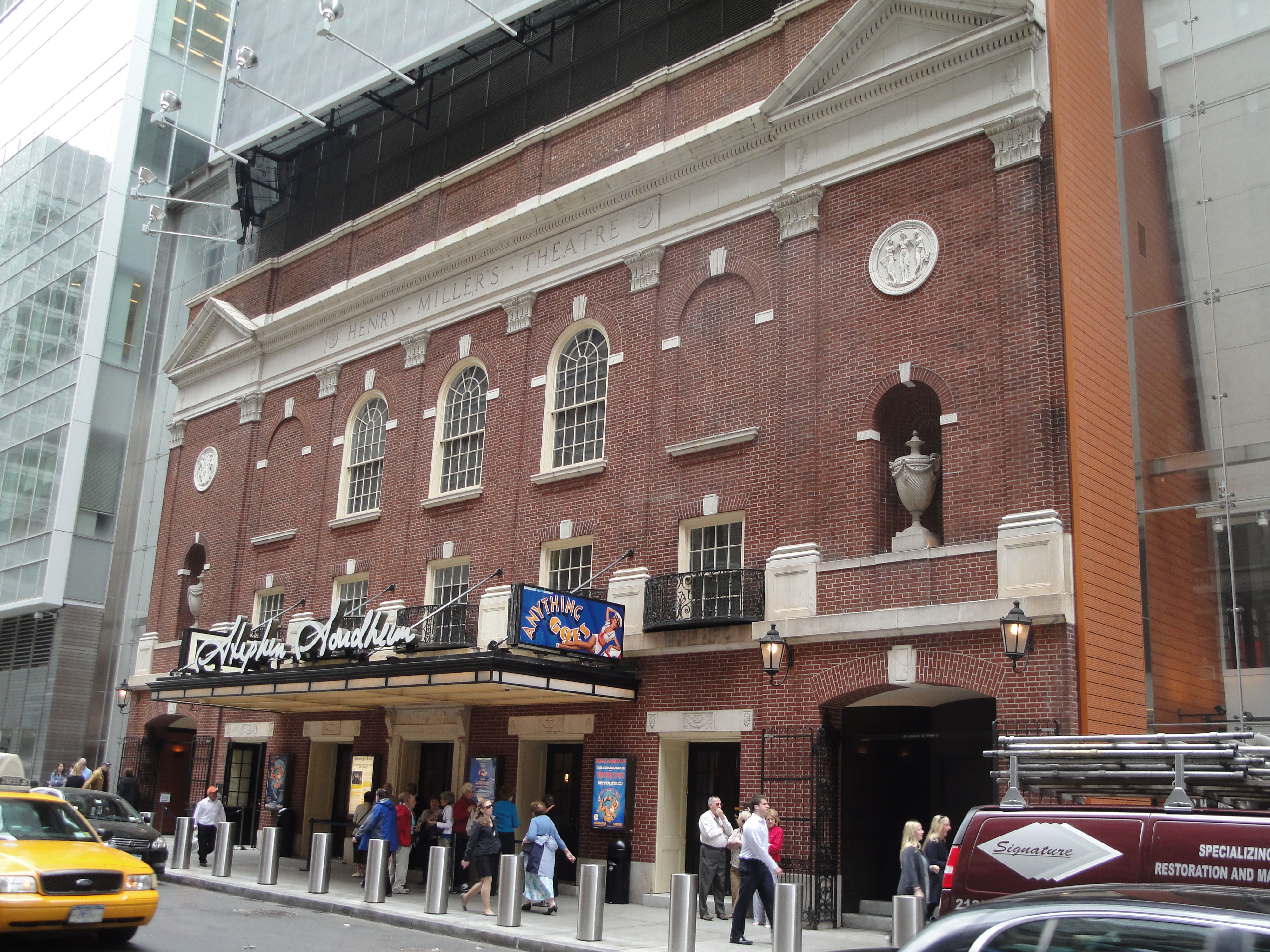

El Royal National Theatre va produir un revival del musical, que estrenà al Olivier Theatreel 18 de desembre de 2004, tancant el 22 de març del 2003. La producció passà al Theatre Royal Drury Lane, on va representar-se entre el 26 de setembre del 2003 i el 28 d'agost del 2004. Dirigida per Trevor Nunn, era protagonitzada per Sally Ann Triplett i John Barrowman.

## Versions cinematogràfiques
El 1936 Paramount Pictures la convertí en una pel·lícula musical. Estava protagonitzada per Ethel Merman (de nou com Reno), amb Bing Crosby com Billy. Entre la resta dels intèrprets estaven Ida Lupino, Charles Ruggles, Arthur Treacher, i Margaret Dumont, i va ser dirigida per Lewis Milestone.
El llibret va ser dràsticamen reescrit per a una segona versió cinematogràfica, també de la Paramount, presentada el 1956. De nou era protagonitzada per Bing Crosby, acompanyat de Donald O'Connor, Zizi Jeanmaire i Mitzi Gaynor. El guió se separà molt de la història original, sent reescrita per Sidney Sheldon. Les cançons menys conegudes de Porter van ser eliminades.

## Versió televisiva
El 1954, Ethel Merman, amb 50 anys, tornà a interpretar el seu paper de Reno en una versió especialment adaptada per la televisió, co-protagonitzada per Frank Sinatra i Bert Lahr (que havia co-protagonitzat amb Merman a Broadway in DuBarry Was a Lady) com Moonface Martin. Aquesta versió va ser un episodi de Colgate Comedy Hour. Emprava 5 de les cançons originals, a més de diverses cançons d'altres shows de Porter, i encara que conservava l'escenari del vaixell, tenia un argument diferent. Es diu que Merman i Sinatra no es van entendre, sent aquesta l'única vegada que van treballar junts.

## Premis i Nominacions

### Revival de l'Off-Broadway de 1962
| Any  | Premi                      | Categoria      | Nominat(s)     | Resultat |
| ---- | -------------------------- | -------------- | -------------- | -------- |
| 1962 | Premi Outer Critics Circle | Millor Revival | Millor Revival | Nominat  |

### Revival de Broadway de 1987
| Any  | Premi            | Categoria                                       | Nominat(s)                | Resultat   |
| ---- | ---------------- | ----------------------------------------------- | ------------------------- | ---------- |
| 1987 | Premi Drama Desk | Revival Més Destacat                            | Revival Més Destacat      | Guanyador  |
| 1987 | Premi Drama Desk | Actor Més Destacat en un Musical                | Howard McGillin           | Nominat    |
| 1987 | Premi Drama Desk | Actriu Més Destacada en un Musical              | Patti LuPone              | Guanyadora |
| 1987 | Premi Drama Desk | Actor de Repartiment Més Destacat en un Musical | Bill McCutcheon           | Guanyador  |
| 1987 | Premi Drama Desk | Actor de Repartiment Més Destacat en un Musical | Anthony Heald             | Nominat    |
| 1987 | Premi Drama Desk | Director de Musical Més Destacat                | Jerry Zaks                | Nominat    |
| 1987 | Premi Drama Desk | Coreografia Més Destacat                        | Michael Smuin             | Guanyador  |
| 1987 | Premi Drama Desk | Orquestracions Més Destacades                   | Cole Porter               | Nominat    |
| 1987 | Premi Drama Desk | Vestuari Més Destacat                           | Tony Walton               | Nominat    |
| 1987 | Premi Drama Desk | Escenografia Més Destacada                      | Tony Walton               | Nominat    |
| 1987 | Premi Drama Desk | Il·luminació Més Destacada                      | Paul Gallo                | Nominat    |
| 1987 | Premi Tony       | Millor Revival de Musical                       | Millor Revival de Musical | Guanyador  |
| 1987 | Premi Tony       | Millor Actor Protagonista de Musical            | Howard McGillin           | Nominat    |
| 1987 | Premi Tony       | Millor Actriu Protagonista de Musical           | Patti LuPone              | Nominada   |
| 1987 | Premi Tony       | Millor Actor de Repartiment en un Musical       | Bill McCutcheon           | Guanyador  |
| 1987 | Premi Tony       | Millor Actor de Repartiment en un Musical       | Anthony Heald             | Nominat    |
| 1987 | Premi Tony       | Millor Direcció de Musical                      | Jerry Zaks                | Nominat    |
| 1987 | Premi Tony       | Millor Coreografia                              | Michael Smuin             | Guanyador  |
| 1987 | Premi Tony       | Millor Escenografia                             | Tony Walton               | Nominat    |
| 1987 | Premi Tony       | Millor Vestuari                                 | Tony Walton               | Nominat    |
| 1987 | Premi Tony       | Millor Il·luminació                             | Paul Gallo                | Nominat    |

### Revival de Londres de 1989
| Any  | Premi                  | Categoria                | Nominat(s)   | Resultat |
| ---- | ---------------------- | ------------------------ | ------------ | -------- |
| 1989 | Premi Laurence Olivier | Millor Actriu de Musical | Elaine Paige | Nominada |

### Revival de Londres de 2002
| Any  | Premi                  | Categoria              | Nominat(s)             | Resultat  |
| ---- | ---------------------- | ---------------------- | ---------------------- | --------- |
| 2002 | Premi Laurence Olivier | Millor Revival Musical | Millor Revival Musical | Guanyador |

### Revival de Broadway de 2011
| Any  | Premi            | Categoria                                         | Nominat(s)                        | Resultat   |
| ---- | ---------------- | ------------------------------------------------- | --------------------------------- | ---------- |
| 2011 | Tony Award       | Millor Revival de Musical                         | Millor Revival de Musical         | Guanyador  |
| 2011 | Tony Award       | Millor Actriu Protagonista de Musical             | Sutton Foster                     | Guanyadora |
| 2011 | Tony Award       | Millor Actor de Repartiment en un Musical         | Adam Godley                       | Nominat    |
| 2011 | Tony Award       | Millor Direcció de Musical                        | Kathleen Marshall                 | Nominada   |
| 2011 | Tony Award       | Millor Coreografia                                | Kathleen Marshall                 | Guanyadora |
| 2011 | Tony Award       | Millor Escenografia                               | Derek McLane                      | Nominat    |
| 2011 | Tony Award       | Millor Vestuari                                   | Martin Pakledinaz                 | Nominat    |
| 2011 | Tony Award       | Millor Il·luminació                               | Peter Kaczorowski                 | Nominat    |
| 2011 | Tony Award       | Millor Disseny de So                              | Brian Ronan                       | Nominat    |
| 2011 | Premi Drama Desk | Revival de Musical Més Destacat                   | Revival de Musical Més Destacat   | Guanyador  |
| 2011 | Premi Drama Desk | Actor Més Destacat en un Musical                  | Colin Donnell                     | Nominat    |
| 2011 | Premi Drama Desk | Actriu Més Destacada en un Musical                | Sutton Foster                     | Guanyador  |
| 2011 | Premi Drama Desk | Actor de Repartiment Més Destacat en un Musical   | Adam Godley                       | Nominat    |
| 2011 | Premi Drama Desk | Actriu de Repartiment Més Destacada en un Musical | Laura Osnes                       | Nominada   |
| 2011 | Premi Drama Desk | Director Més Destacat en un Musical               | Kathleen Marshall                 | Nominat    |
| 2011 | Premi Drama Desk | Coreografia Més Destacada                         | Kathleen Marshall                 | Guanyador  |
| 2011 | Premi Drama Desk | Vestuari Més Destacat                             | Martin Pakledinaz                 | Nominat    |
| 2011 | Premi Drama Desk | Disseny de So Més Destacat                        | Brian Ronan                       | Guanyador  |
| 2011 | Premi Drama Desk | Escenografia Més Destacada                        | Derek McLane                      | Guanyador  |
| 2012 | Premi Grammy     | Millor Àlbum d'Espectacle Musical                 | Millor Àlbum d'Espectacle Musical | Nominat    |

## Enregistraments
Entre els molts enregistraments existents s'inclouen:
- 1934 - Repartiment original de Broadway amb Ethel Merman
- 1935 - Repartiment original de Londres
- 1936 - Repartiment d'estudi
- 1950 - Repartiment d'estudi amb Mary Martin
- 1953 - Repartiment d'estudi
- 1954 - Repartiment de la televisió
- 1956 - Repartiment de la pel·lícula
- 1962 - Repartiment del revival de l'Off-Broadway
- 1969 - Repartiment del revival de Londres
- 1987 - Repartiment del revival de Broadway amb Patti LuPone
- 1988 - Repartiment d'estudi amb Kim Criswell dirigit per John McGlinn
- 1989 - Repartiment del revival d'Austràlia
- 1989 - Repartiment del revival de Londres anv Elaine Paige
- 1995 - Repartiment d'estudi amb Louise Gold
- 2003 - Repartiment del revival de Londres
- 2011 - Repartiment del revival de Broadway amb Sutton Foster